# 沖野豊
沖野 豊（おきの ゆたか、1960年 - ）は、日本の写真家。
京都府京都市出身。大阪芸術大学写真学科卒業。1987年に勤めていた写真通信社（株オリオン）を退社、1988年から写真家としての活動に入る。
日本写真家協会会員。日本写真協会会員。タイ王国バンコクレンマイ写真教室主宰。フジアカデミーX講師、NHK講師、他。
写真作品は京都の神社仏閣で光と影を活かした印象的な作品。作風としては「無駄な色、無駄な線の排除」「シンプル」を追求する。また日本国内や海外でもその作風を貫く。近年はタイのバンコクでも精力的に撮影している。
日本ではＴＳ（サードステージ）の事務所代表。写真撮影と写真教室（TS）運営、管理、講演もこなしている。
2004年5月からタイバンコクで写真教室「レンマイ」を運営しながら撮影活動もしている。

## 主な個展
- 1992年 ミノルタフォトスペース大阪「都の記憶」
- 1996年 関西電力アミュージアム京都「都の夢語り」
- 1997年 ミノルタフォトスペース新宿・大阪「京都逍遥」
- 2000年 富士フォトギャラリー京都「古都模様」
- 2001年 ミノルタフォトスペース新宿・他「一刻～ひととき～」
- 2003年 富士フォトギャラリー日比谷・他「Conscious」
- 2005年 タイ王国バンコク紀伊国屋書店「Slow Wind cha cha」
- 2007年 ハイアットリージェンシー大阪「包み込んで～」
- 2007年 タイ王国バンコクサイアムパラゴ「Wrapping around・・」
- 2009年 ルネッサンス京都「夢のあと・・・」
- 2012年 タイ王国バンコクギャラリー21「hibiki」
- 2013年 富士フォトサロン大阪「響」
- 2019年 タイ王国バンコクギャラリー21「余韻」

### 写真集
- 2012年1月 「響」東方出版より